# Boletus

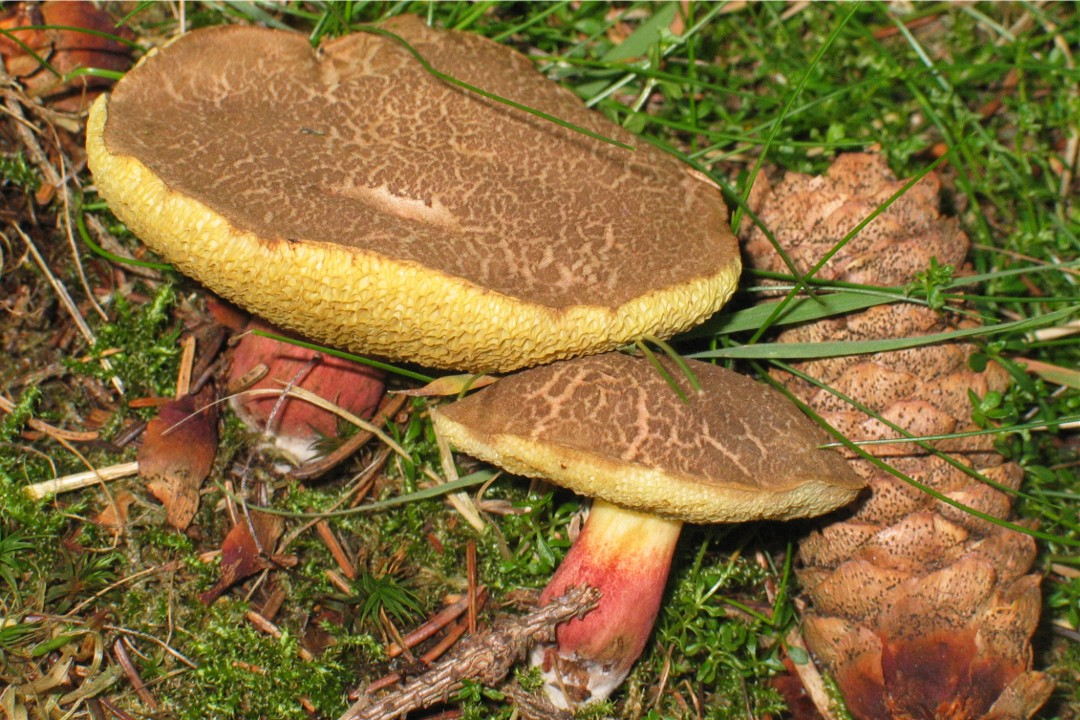
Boletus chrysenteron

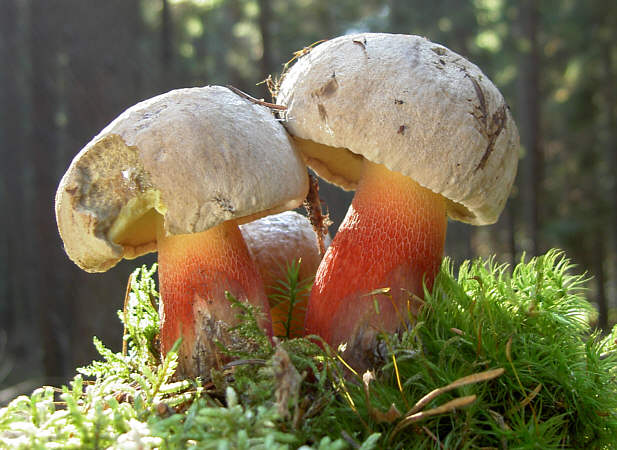
Boletus calopus

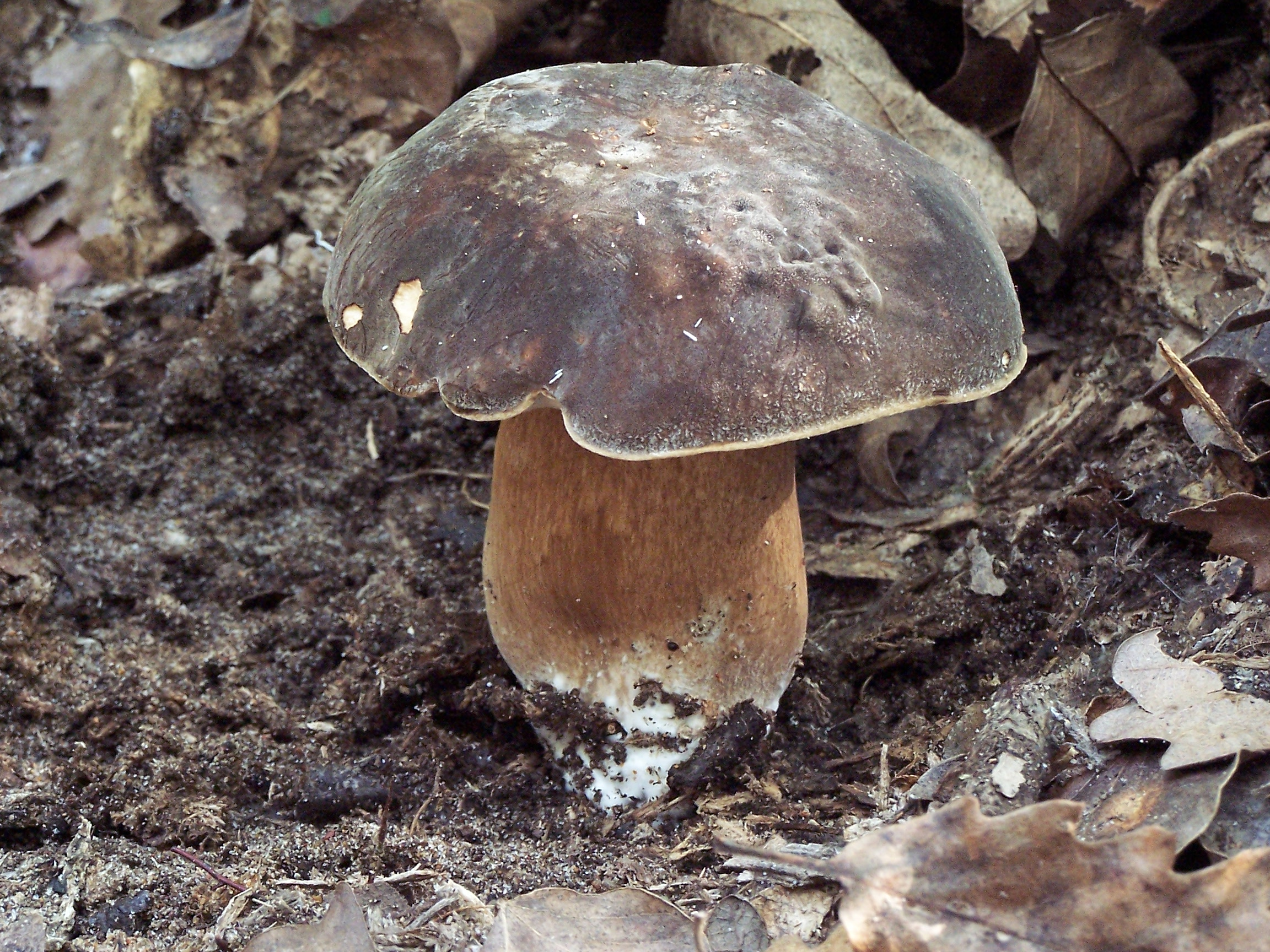
Boletus aereus

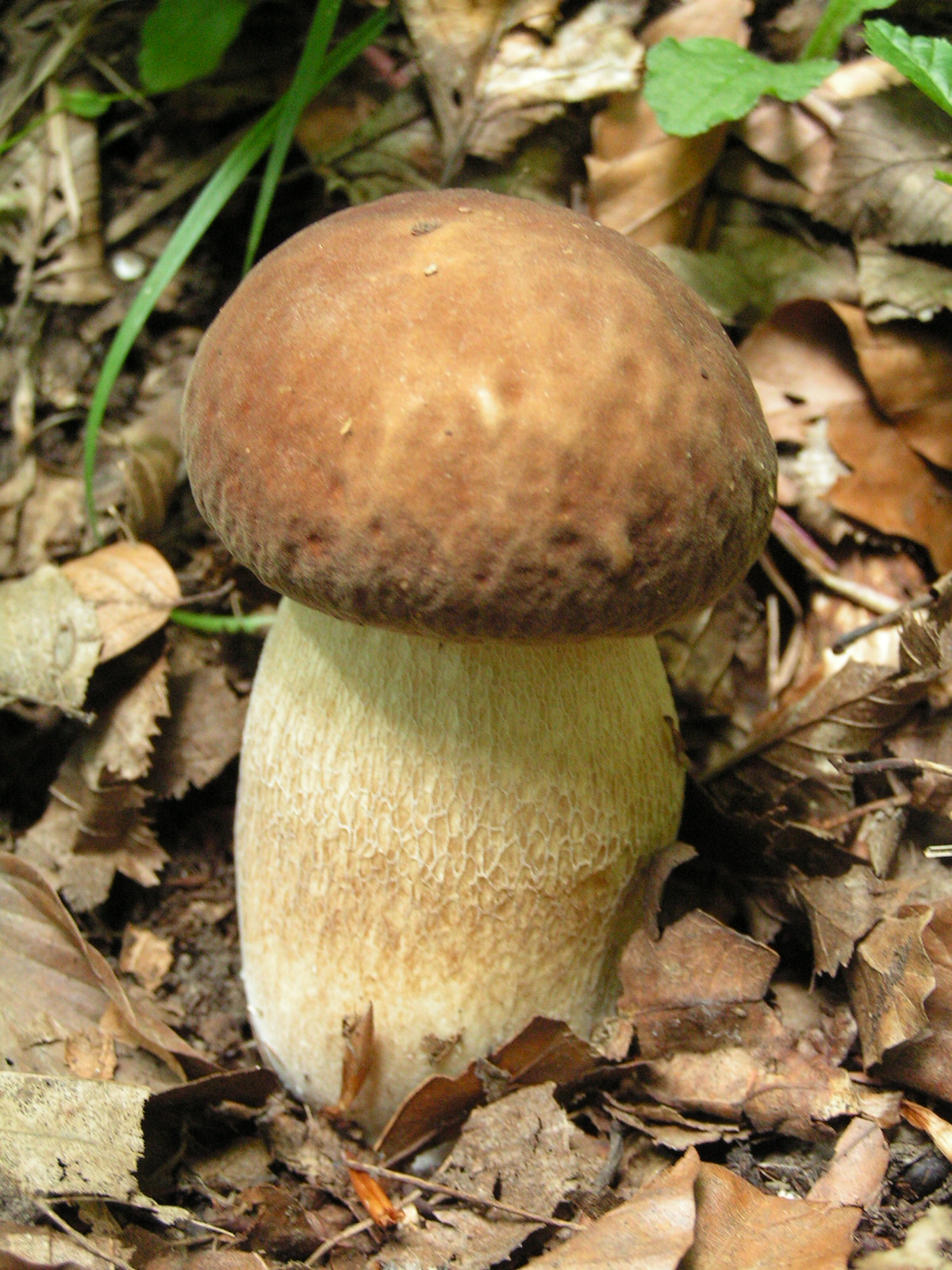
Boletus reticulatus

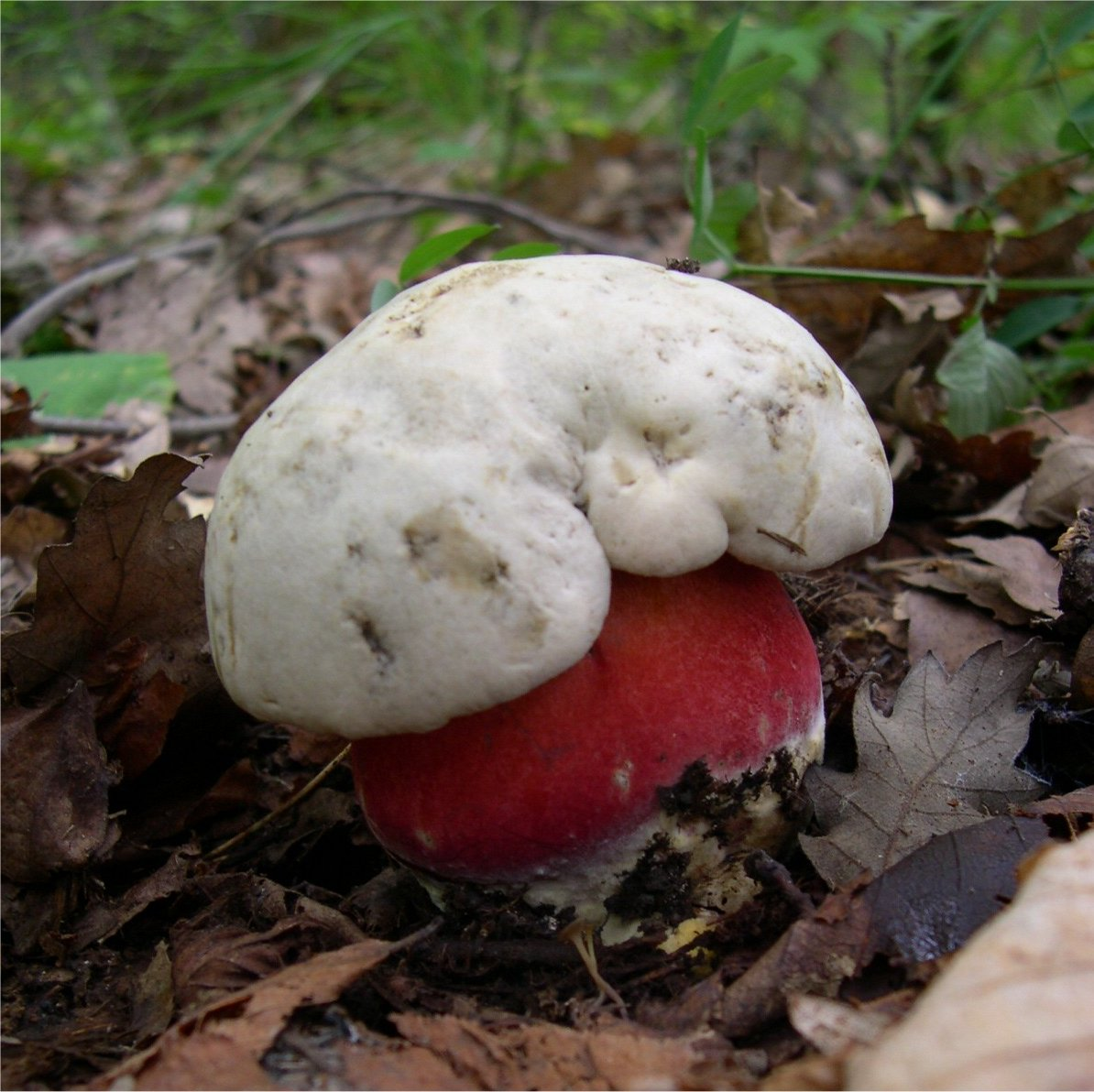
Boletus satanas

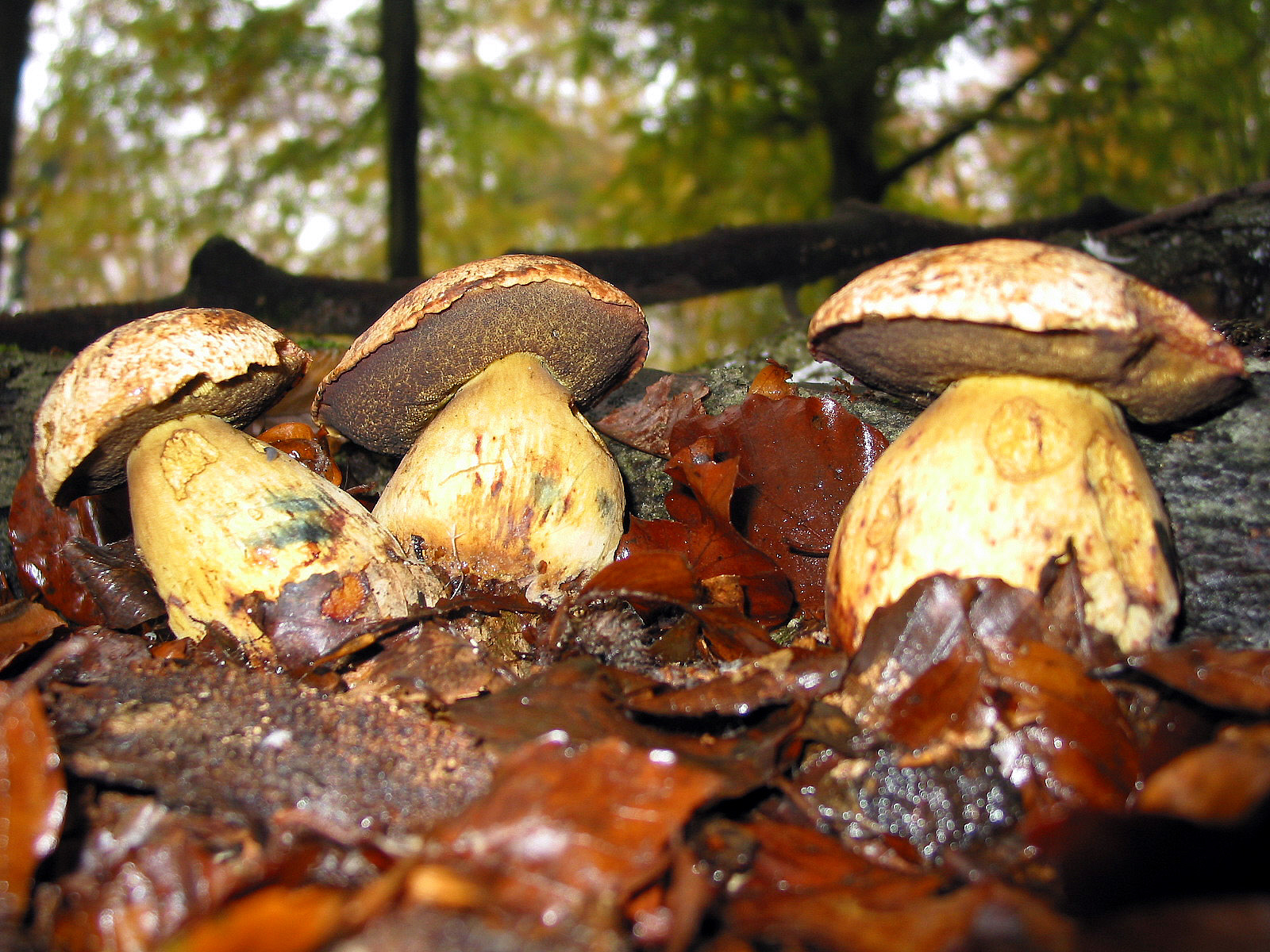
Boletus junquilleus

Boletus és un gènere de fongs de l'ordre dels boletals (Boletales). És un mot llatí d'on deriva el nom català de "bolet". N'hi ha unes 270 espècies, algunes tan conegudes i apreciades com el cep.

## Etimologia
El nom deriva del llatí bōlētus, 'bolet', pres del grec βωλιτης/bōlitēs, finalment de βωλος/bōlos, 'bony'. En el cas del βωλιτης de Galè es creu que es refereix a l'ou de reig (Amanita caesarea).

## Característiques
Els Boletus són carnosos amb porus blancs o vermells. L'himenòfor (superfície que du les cèl·lules fèrtils o himeni) es pot separar de la carn del capell. No hi ha cap boletus mortal però el famós mataparents (Boletus satanas) dona problemes gastrointestinals més o menys greus segons els individus.

## Comestibilitat
El gènere Boletus conté moltes espècies molt apreciades en gastronomia, com per exemple el cep (Boletus edulis) i el sureny (Boletus aereus). Altres espècies són amargants i no comestibles, o fins i tot tòxiques com el matagent (Boletus satanas).

## Taxonomia
El gènere Boletus va ser originalment descrit per Elias Magnus Fries el 1821, essencialment contenia tot els bolets amb porus. Des d'aleshores s'han descrit altres gèneres com Tylopilus per Petter Adolf Karsten el 1881, i vells noms com Leccinum han reaparegut o s'han redefinit.
Alguns Boletus han canviat de nom i gènere. Per exemple Boletus scaber, ara anomenat Leccinum scabrum, Tylopilus felleus, Chalciporus piperatus i Suillus luteus; Boletus calopus va ser transpasat al gènere Caloboletus.
- Boletus aereus Bull. ex Fr.
- Boletus appendiculatus Schaeff.
- Boletus armeniacus Quél.
- Boletus badius Fr.
- Boletus betulicola (Vassilkov) Pilát & Dermek
- Boletus byssinus Schrad.
- Boletus carpinaceus Velen.
- Boletus caucasicus Singer ex Alessio
- Boletus chrysenteron Bull.
- Boletus cinnabarinus Wahlenb.
- Boletus cisalpinus (Simonini, H. Ladurner & Peintner) Watling & A.E. Hills
- Boletus citrinus Ventura, 1863
- Boletus clavipes (Peck) Pil. et Derm.
- Boletus cookei Sacc. & P. Syd.
- Boletus crataegi Smotl.
- Boletus declivitatum (C. Martin) Watling
- Boletus depilatus Redeuilh
- Boletus dupainii Boud., 1902
- Boletus edulis Bull. ex Fr.
- Boletus erythropus (Fr. ex Fr.) Krombh.
- Boletus fechtneri Velen.
- Boletus ferrugineus Schaeff.
- Boletus flavus With.
- Boletus fragrans Vittad.
- Boletus gabretae Pilát, 1968
- Boletus immutatus (Pegler & A.E. Hills) A.E. Hills & Watling
- Boletus impolitus Fr.
- Boletus junquilleus (Quél.) Boud.
- Boletus kluzakii Šutara et Špinar, 2006
- Boletus legaliae Pilát
- Boletus leucomelaena Pers.
- Boletus lignatilis Berk. & M.A. Curtis
- Boletus lupinus Fr. ss. Romagnesi
- Boletus luridus Schaeff. ex Fr.
- Boletus megalosporus Berk.
- Boletus moravicus Vacek
- Boletus nigricans Pat. & C.F. Baker
- Boletus obscuratus (Singer) J. Blum
- Boletus ornatipes Peck
- Boletus persicolor (H. Engel, Klofac, H. Grünert & R. Grünert) Assyov
- Boletus persoonii Bon
- Boletus pinicola Rea
- Boletus pinophilus Pilát & Dermek
- Boletus porosporus Imler ex Watling
- Boletus pruinatus Fr. & Hök
- Boletus pseudoregius (Heinr.Huber) Estadés, 1988
- Boletus pseudosulphureus Kallenb.
- Boletus pulverulentus Opat.
- Boletus queletii Schulzer
- Boletus radicans Pers.
- Boletus radicatus Schwein.
- Boletus regius Krombh.
- Boletus reticulatus Schaeff.
- Boletus reticuloceps M.Zang, M.S.Yuan, M.Q.Gong, Q.B.Wang & Y.J.Yao, 2005
- Boletus rhodopurpureus Smotl.
- Boletus rhodoxanthus (Krombh.) Kallenb.
- Boletus ripariellus (Redeuilh) Watling & A.E. Hills
- Boletus rubellus Krombh.
- Boletus rubrosanguineus Cheype, 1983
- Boletus satanas Lenz
- Boletus satanoides Smotl.
- Boletus spadiceomaculans H. Engel & W. Härtl
- Boletus speciosus Frost
- Boletus spinari Hlaváček, 2000
- Boletus subappendiculatus Dermek, Lazebn. & J. Veselský
- Boletus subtomentosus L. 1753
- Boletus torosus Fr.
- Boletus tumidus Fr.
- Boletus xanthocyaneus (Ramain) Romagn.[5]